# Jang Hui-bin
Jang Hui-bin (n. 3 noiembrie 1659 – d. 9 noiembrie 1701; cunoscută și sub numele de Jang Ok-jeong) este una dintre cele mai cunoscute femei din perioada Joseon. S-a nascut în anul 1659, avandu-i ca părinți pe Jang Hyeong si pe doamna Yoon. Jang Ok-jeong a intrat pentru prima oară în palat ca doamna de onoare a reginei Jangnyeol. Odată intrată aici, ea nu avea să mai iasă niciodata. În 1686 cand Sukjong o vizitase pe regina Jangnyeol, a remarcat-o pe Ok-jeong și a numit-o concubina lui cu rangul Sukwon. Odată ajunsă concubină, Ok Jeong și-a dorit din ce în ce mai multă putere și influență.

## Vezi si
- Lista cu oameni din Dinastia Joseon
- Dinastia Joseon
- Sukjong